# Герб Багамських Островів
Герб держави Багамські Острови містить щит з національними символами, який з боків підтримують марлін та фламінго.
На вершині щит — раковина, яка символізує різне морське життя ланцюга островів. Нижче цього фактичний щит, головний символ якого є судно Санта Марія Христофора Колумба. Нижче сонце, що сходить — символ молодої нації. Тварини, що підтримують щит, є національними символами. В основі герба національний девіз. Фламінго розташований на землі, а марлін у морі, вказують географію островів.
Яскраві кольори герба також вказують на яскраве майбутнє островів. Вважається, що острови так будуть привабливішими для туристів.

Герб Багамських островів до 1959 року